# 氨基磺酸
氨基磺酸，又叫胺磺酸、磺氨酸，是無色晶體，水溶液呈酸性，化學式為H3NSO3。熔點205℃，可溶於液態氮、乙醇、甲醯胺、丙酮，微溶於甲醇，難溶於醚。

## 結構
晶體為NH3+SO3− 的兩性離子結構，N及3個O在S的周圍形成歪四面體與氫鍵相連接，S-N鍵長為0.173 (nm)、S-O 鍵長為0.149、0.148、0.147(nm)。

## 物理性質
氨基磺酸為無色晶體，溶於水並緩慢水解成硫酸氫銨。加熱至205℃開始分解為水，二氧化硫，三氧化硫及氮氣。

## 製備
以尿素與發煙硫酸:
{\displaystyle \mathrm {CO(NH_{2})_{2}+H_{2}S_{2}O_{7}\rightarrow 2(NH_{2})HSO_{3}+CO_{2}} }
或是氨與三氧化硫作用而得。

## 反應
與金屬的氫氧化物、碳酸鹽等發生作用而生成鹽類，可以作為防火劑與除草劑。

## 用途
1. 其水溶液呈酸性，可做鹼滴定時的酸標準溶液。
2. 抛光银质首饰或器皿。

## 氨基磺酸鹽
- 氨基磺酸鈉-無色固體，溶於水。
- 氨基磺酸鈣-白色固體，不溶於水。[來源請求]
- 氨基磺酸鎂-無色固體，溶於水。
- 氨基磺酸鐵-棕色固體，不溶於水。[來源請求]